# Akbari Sarai
L'Akbari Sarai (in urdu اکبری سرائے‎?) è un grande caravanserraglio ("sarai") che si trova nello Shahdara Bagh a Lahore, nel Punjab, in Pakistan. Risalente al 1637, fu originariamente costruito per i viaggiatori e per i custodi della tomba di Jahangir. É noto soprattutto per essere l'esempio meglio conservato, in Pakistan, e per la sua grande porta, riccamente abbellita con pietra dura, che funge da portale per la tomba dell'imperatore Jahangir.

## Etimologia
Il nome può essere tradotto come "Palazzo di Akbar". Abdul Hamid Lahori, storico di corte dell'imperatore Shah Jahan, menzionò l'edificio con il nome di Jilu Khana-e-Rauza, che significa "corte annessa alla tomba", nel suo libro Padshahnama.

## Storia
Nonostante il nome della struttura, l'Akbari Sarai fu iniziato durante il regno di Islam Shah Suri intorno al 1550, e non durante il regno dell'imperatore moghul Akbar. 
La moschea annessa risale al periodo Suri, anche se le celle che fiancheggiano il complesso e i suoi ingressi risalgono al periodo di Shah Jahan a metà del 1600.
L'edificio fungeva sia da riposo notturno per i viandanti, sia da stazione di posta conosciuta come dāk chowkī. Era amministrato da un funzionario noto come Shāhnā collaborato da diversi assistenti. Forniva gratuitamente foraggio per animali, acqua calda e fredda e lettiere. Aveva anche un medico, oltre a un fornaio, e un pozzo d'acqua situato al di fuori delle mura. Come in molti edifici del genere c'era un piccolo bazar al di fuori di ogni porta.
Il Maharaja Ranjit Singh convertì il complesso in un accantonamento di uno dei suoi generali stranieri, Musa Farangi, che viveva qui con il suo plotone. Il sito fu gravemente danneggiato durante l'era britannica, quando fu utilizzato come deposito ferroviario in seguito alla costruzione della vicina linea ferroviaria.

## Architettura

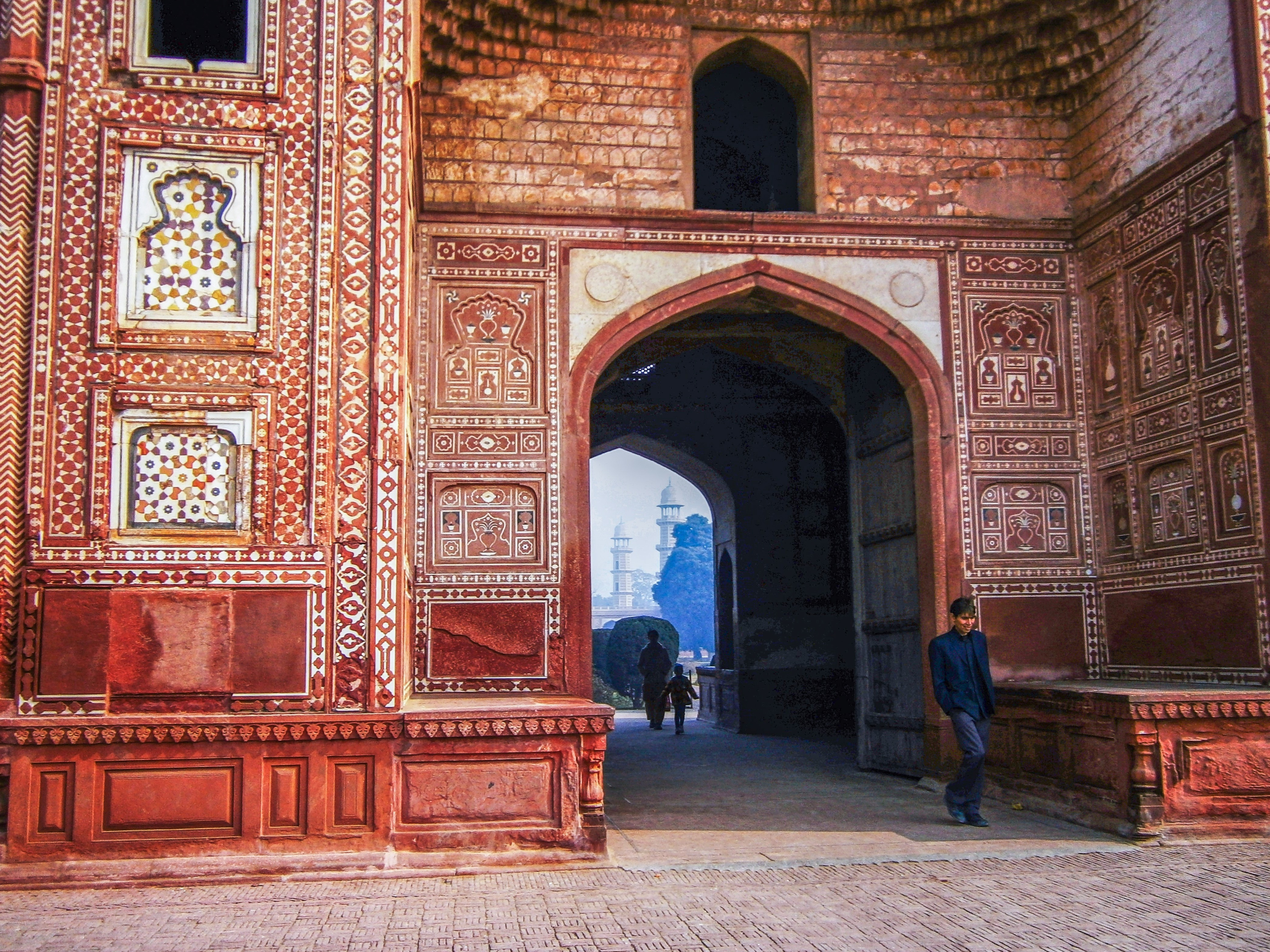
L'arenaria rossa dell'edificio è riccamente decorata con pietra dura.

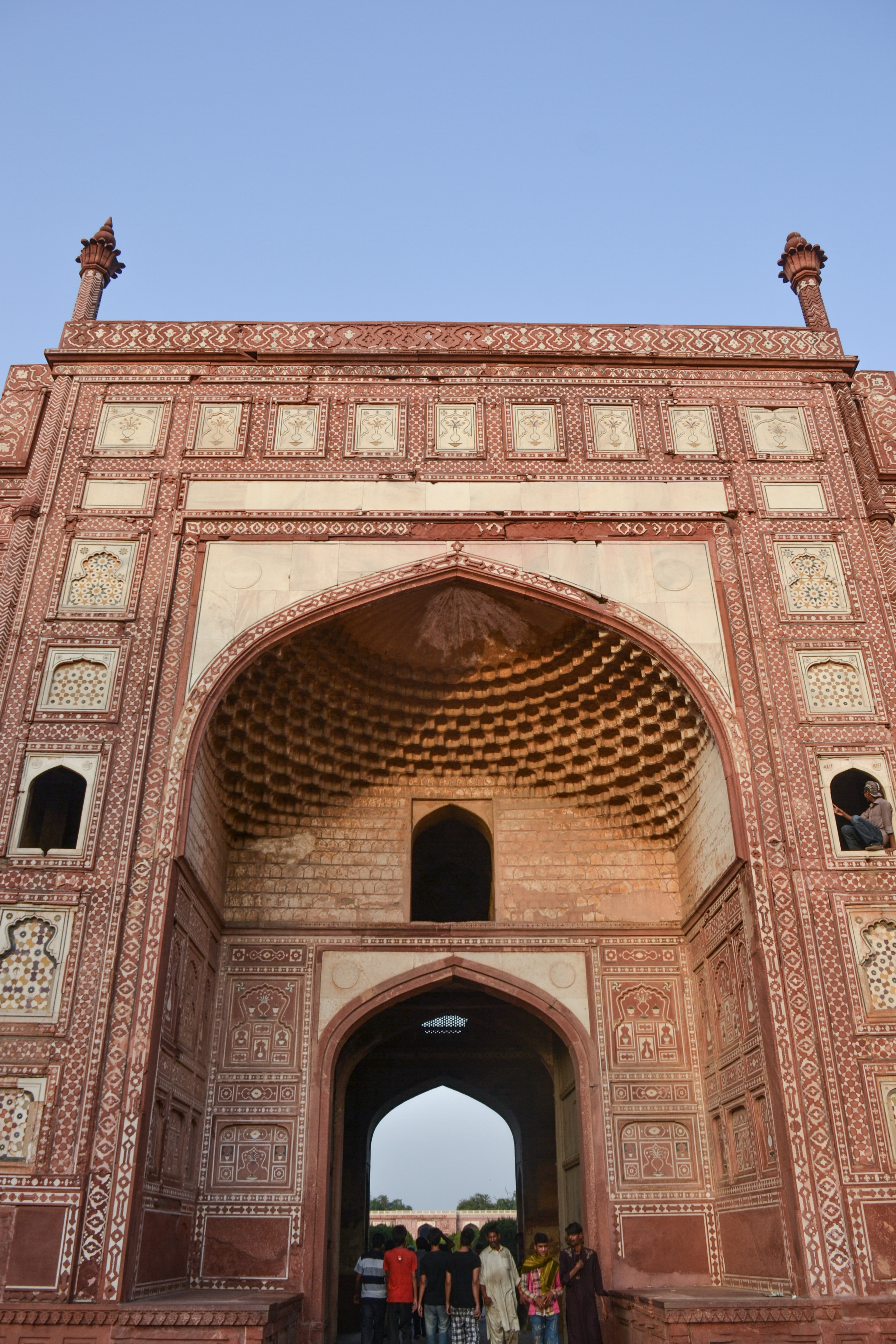
Il portale principale presenta decorazioni muqarna.

Ha la forma di un quadrangolo oblungo, che copre un'area totale di 43.700 m2.  e misura 239 metri per 183. Il cortile del complesso è fiancheggiato, da tutti i lati, da una terrazza rialzata dove si trovano quattro file con complessive 180 celle, conosciute come khanaha, con una veranda e un passaggio aperto comune.
Gli angoli della struttura sono fiancheggiati da torri. Le camere delle torri sono le più elaborate di tutte le celle.
Il palazzo ha due grandi porte in stile moghul, situate a nord e a sud, costruite per essere visibili a distanza. La porta d'ingresso è a due piani e ospitava lo shāhnā.  L'arco principale, che funge da portale per la tomba di Jahangir, presenta un grande iwan a due piani, affiancato da altre 4 nicchie più piccole, ad arco, con ghalib kari, o una rete di nervature in stucco e gesso applicate su superfici curve in ogni arco. L'iwan centrale è decorato con muqarnas, mentre la facciata della porta è riccamente decorata con pietra dura. Gli elementi decorativi, lo stile della struttura e le dimensioni dei mattoni indicano che il palazzo e le porte della tomba potrebbero essere state costruite contemporaneamente.
A ovest del palazzo, in mezzo alle file delle celle, c'è una moschea con tre cupole. È rivestita in arenaria rossa con decorazioni. L'interno della moschea fu probabilmente abbellito con affreschi e ghalib kari.

## Conservazione
L'Akbari Sarai, insieme alle tombe di Jahangir e Asif Khan, sono stati iscritti nell'elenco provvisorio dei siti patrimonio dell'umanità dell'UNESCO nel 1993.

## Galleria d'immagini

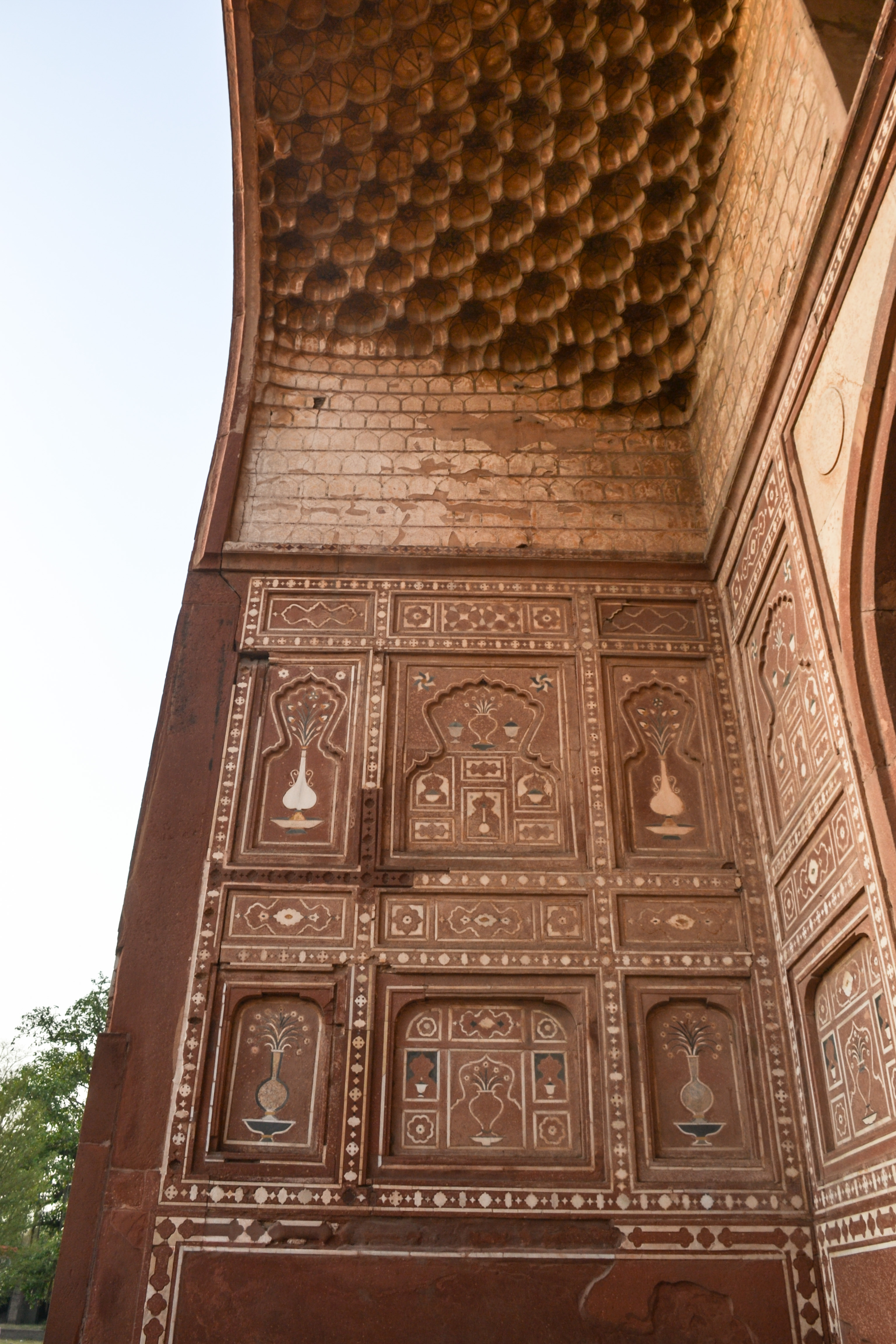
Dettaglio della struttura con decorazione in pietra dura
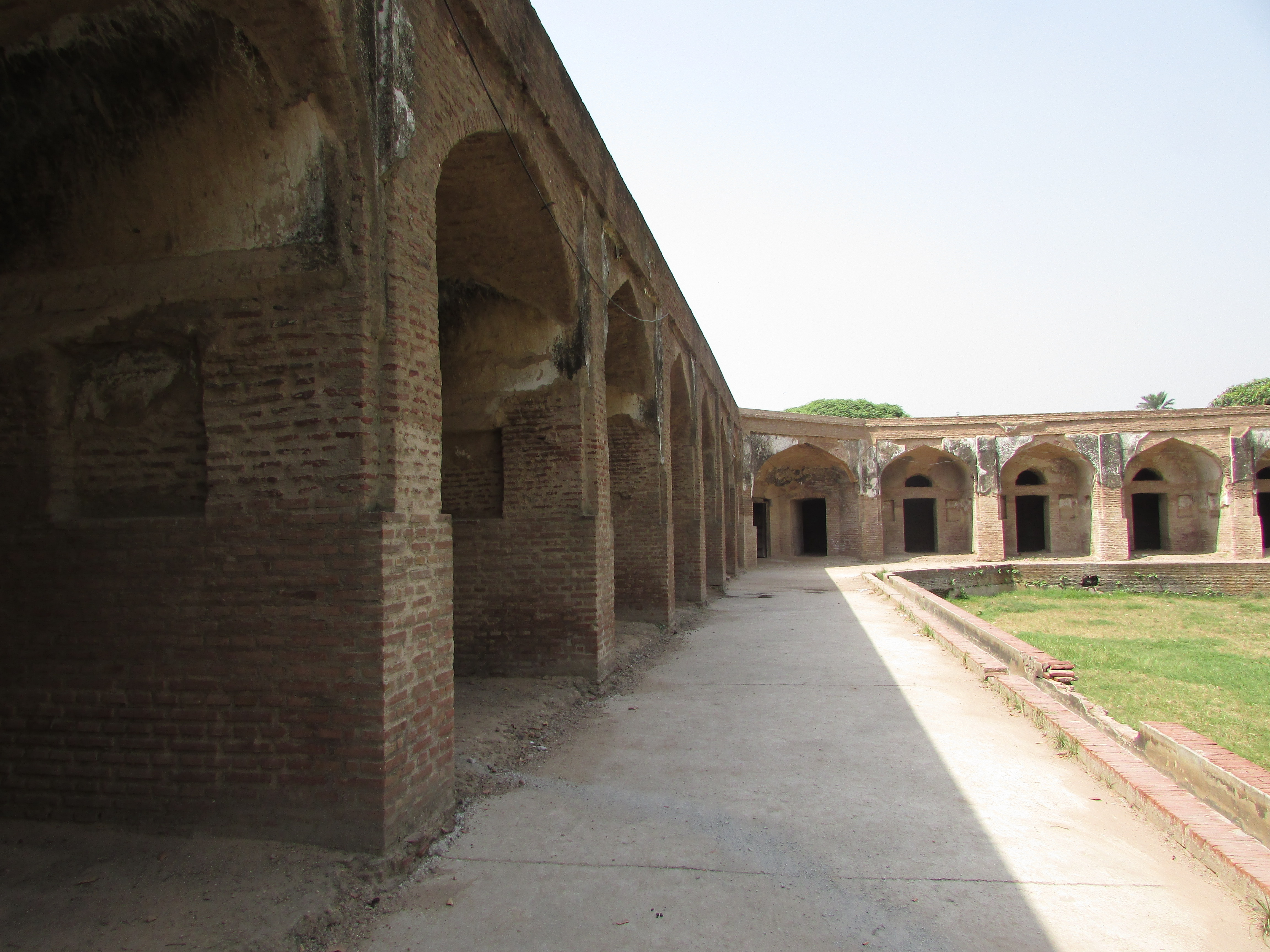
Le 180 piccole celle lungo le pareti perimetrali del caravanserraglio
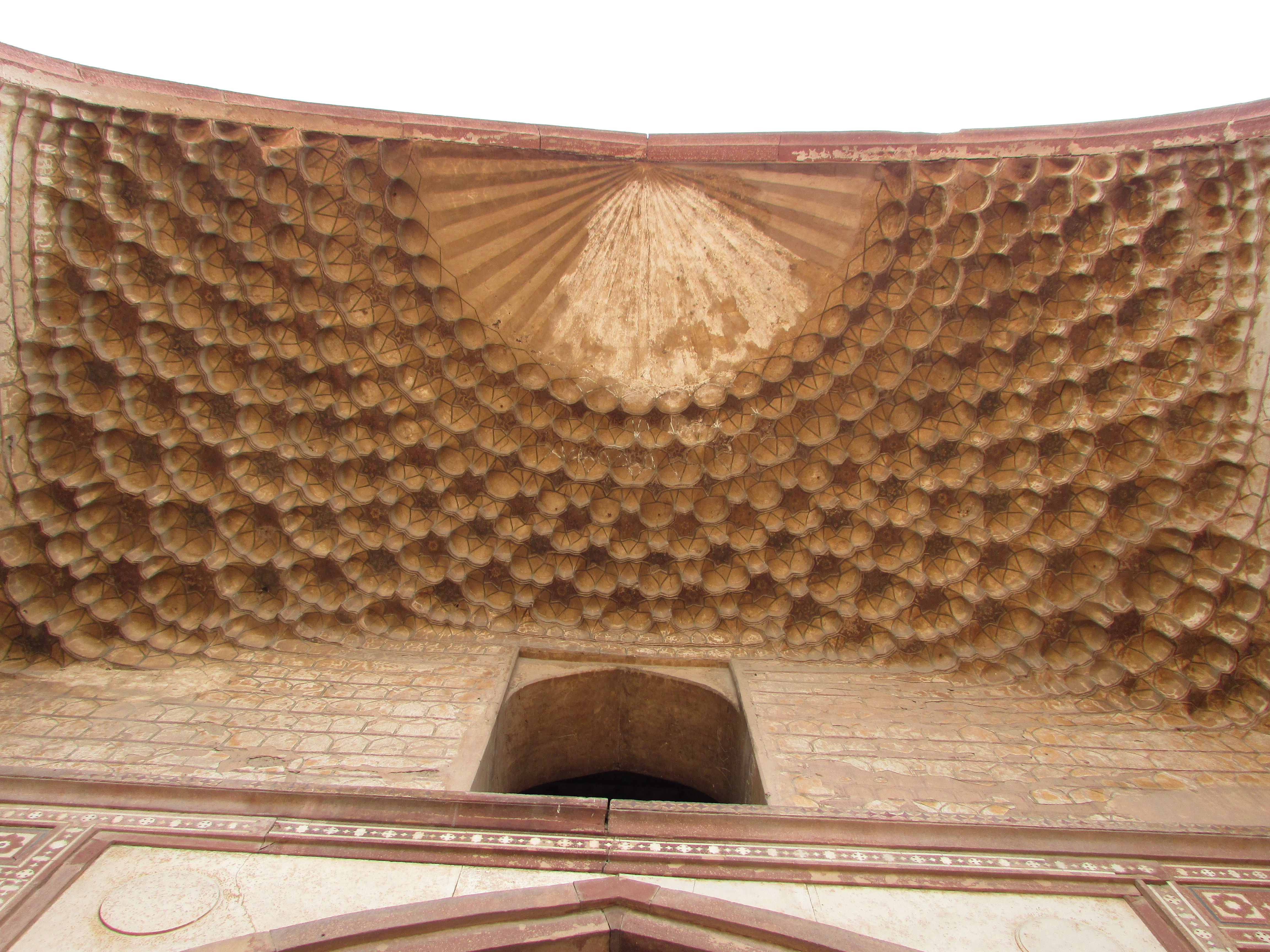
Decorazioni Muqarna alla sommità della porta principale
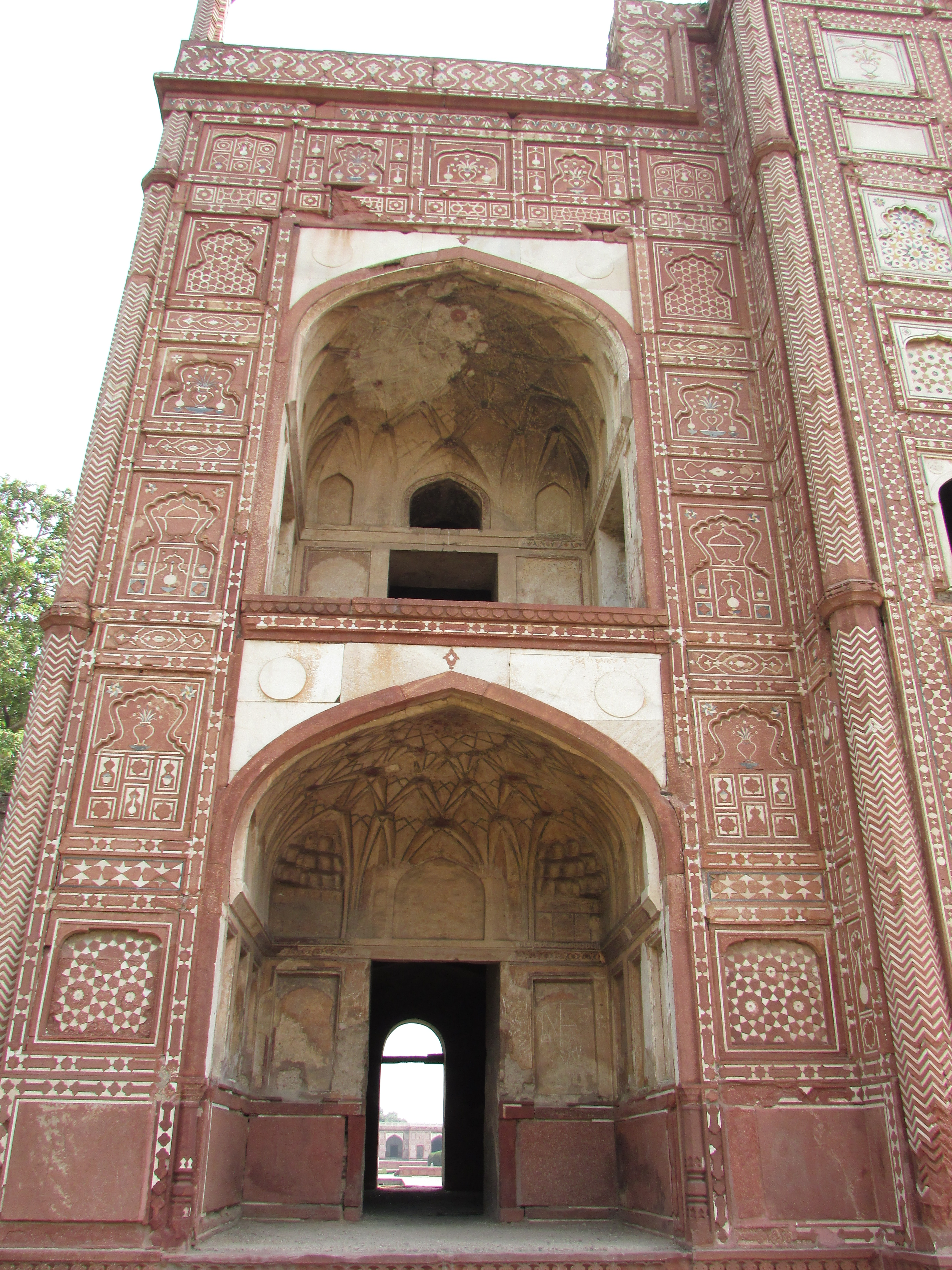
L'edificio riccamente decorato con pietra dura
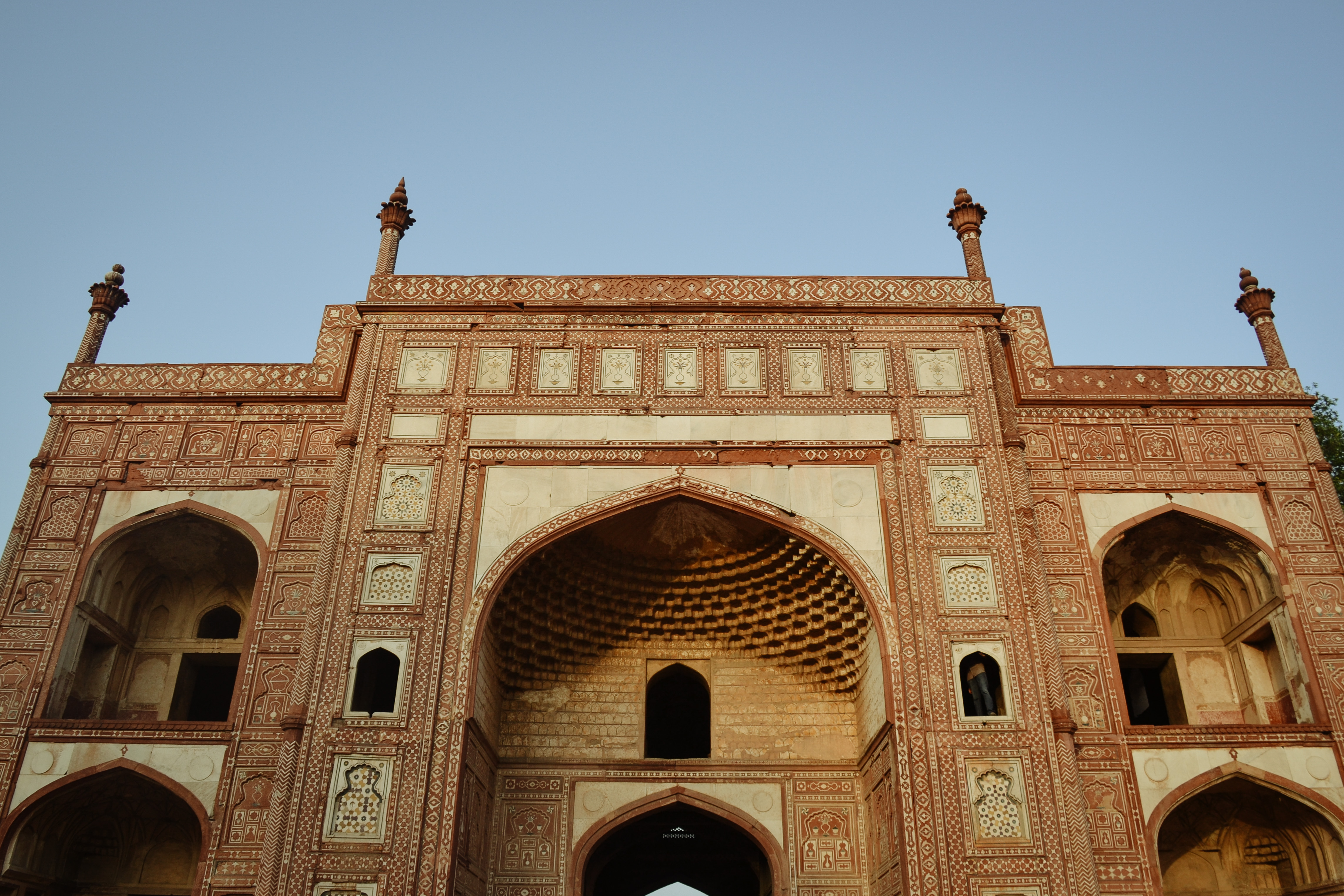
Ingresso principale
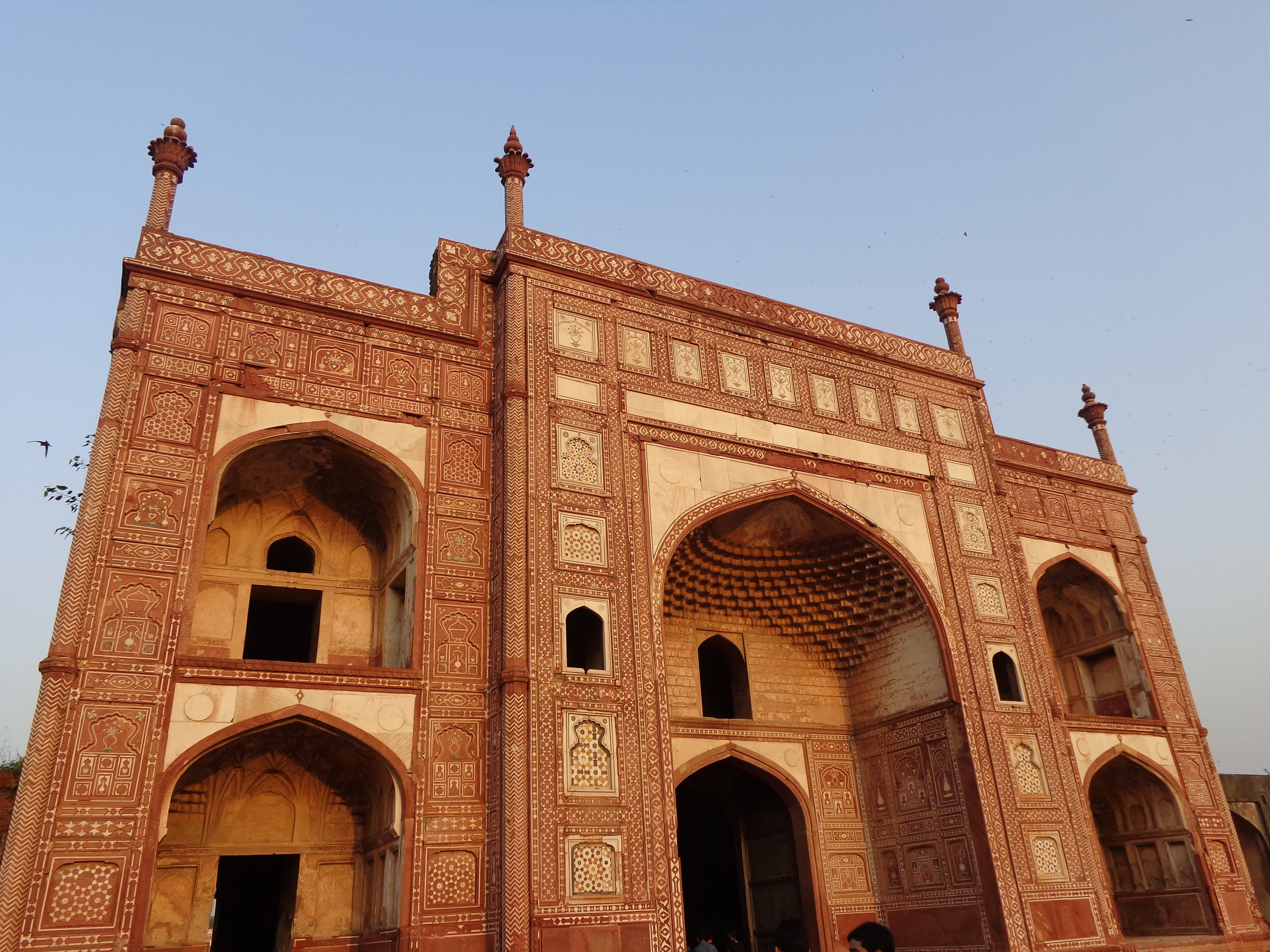
Veduta della parte alta dell'ingresso principale